# Paris vor hundert Jahren
Singles de Mireille Mathieu
Der Zar und das Mädchen
(1975) Aloa-he
(1976)
Paris vor hundert Jahren est une chanson allemande de la chanteuse française Mireille Mathieu sorti en 1976 en Allemagne. En français, cela veut dire Paris il y a cent ans.